# Eocarcinus praecursor
Eocarcinus, Eocarcinidae, Eocarcinoidea
Super-famille
Famille
Genre
Espèce
Eocarcinus praecursor est une espèce éteinte de crabes, la seule du genre Eocarcinus, de la famille des Eocarcinidae et de la super-famille des Eocarcinoidea. Elle est connue dans le  Lias d'Angleterre.

## Référence
- (en) Withers, T.H., (1932) Some Eocene crabs from Persia and India. The Annals and Magazine of Natural History, series 10 9:467–472.

## Sources
- (en) De Grave & al., 2009 : A Classification of Living and Fossil Genera of Decapod Crustaceans. Raffles Bulletin of Zoology Supplement, n. 21, p. 1-109.